# Нижня Нормандія
Ни́жня Норма́ндія (фр. Basse-Normandie IPA: [bɑs nɔʁmɑ̃di, bas -] ( прослухати); норм. Basse-Normaundie) — колишній регіон на північному заході Франції, був розташований між Верхньою Нормандією і Бретанню. З 1 січня 2016 року є частиною регіону Нормандія.

## Географія
Складався з департаментів Кальвадос, Манш і Орн. Площа 17 600 км². Населення 1,42 млн. (1999). Столиця Кан (фр. Caen).

## Історія
У римську епоху територія регіону була розділена між численними містами.
У V столітті землі були захоплені франками й увійшли до складу королівства Нейстрія.
У IX столітті постійні набіги норманів спустошують регіон. У 911 році між Карлом III і Роллоном (Робером I) в містечку Сен-Клер-сюр-Епт був підписаний договір про передачу Нормандії тодішнього графства Руанського. Нащадки Ролонна послідовно розширювали межі своїх володінь за рахунок поступового просування на південь.
У 1066 році Вільгельм Завойовник захоплює Англію. У 1087 році англо-нормандська держава була розділена. Після перемоги при Тінчербеї в 1106 році Нормандія переходить у володіння династії Плантагенетів. У 1204 році Філіпп Август захоплює Нормандію, але під час Столітньої війни Англія знову завойовує цю область. У 1436–1450 роках боротьба Франції за Нормандію тривала. Лише в 1468 році провінція була включена до володінь французької корони.

## Промисловість
Розвинуто сільське господарство, виробництво молока, текстильна і місцева промисловість (яблучне бренді Кальвадос).
Див. також: Нормандія.
| Франція | Це незавершена стаття з географії Франції. Ви можете допомогти проєкту, виправивши або дописавши її. |

1. ↑  décret n° 60-516 du 2 juin 1960 portant harmonisation des circonscriptions administratives // Journal officiel de la République française — 1960. — ISSN 0242-6773